# Pachydactylus tsodiloensis
Espèce
Statut de conservation UICN

 NT  : Quasi menacé
Pachydactylus tsodiloensis est une espèce de geckos de la famille des Gekkonidae.

## Répartition
Cette espèce est endémique du Nord-Ouest du Botswana.

## Étymologie
Son nom d'espèce, composé de tsodilo et du suffixe latin -ensis, « qui vit dans, qui habite », lui a été donné en référence au lieu de sa découverte : les Tsodilo Hills.

## Publication originale
- Haacke, 1966 : A new gekko (Sauria, Geckonidae) from Bechuanaland. Arnoldia, vol. 2, n. 25, p. 1-7 (texte intégral).